# 贝莱斯塔
贝莱斯塔（法語：Bélesta，法語發音：[belɛsta] ⓘ）是法国阿列日省的一个市镇，属于富瓦区。

## 地理
贝莱斯塔（42°54'13"N, 1°56'4"E）面积26.94 平方千米，位于法国奧克西塔尼大區阿列日省，该省份为法国西南部内陆省份，西部和北部与上加龙省接壤，东临奥德省，东南至东比利牛斯省接壤，南与安道尔和西班牙接壤。
与贝莱斯塔接壤的市镇（或旧市镇、城区）包括：莱吉永、富加和巴里讷夫、莱斯帕鲁、里韦勒、罗克弗伊、贝尔凯尔。

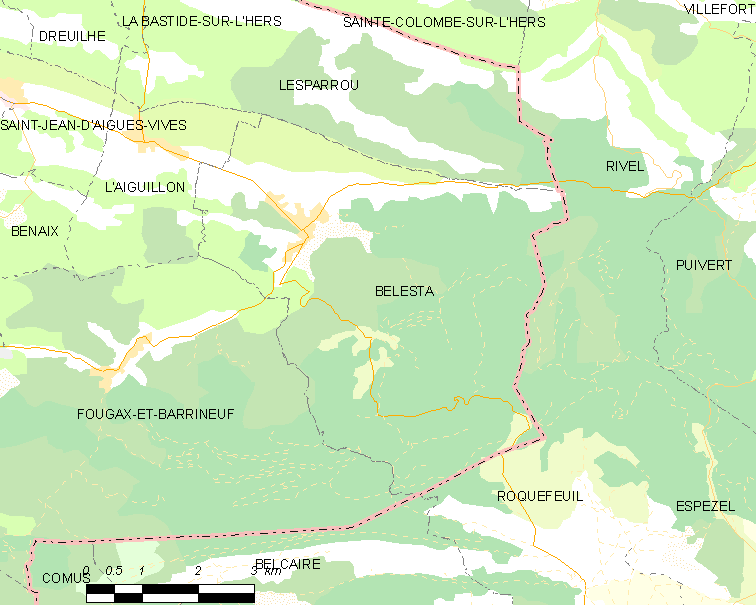
贝莱斯塔的OSM定位图

贝莱斯塔的时区为UTC+01:00、UTC+02:00（夏令时）。

## 行政
贝莱斯塔的邮政编码为09300，INSEE市镇编码为09047。

## 政治
贝莱斯塔所属的省级选区为奥尔姆地区县。

## 人口

1962-2008年间贝莱斯塔人口变化图示

贝莱斯塔于2022年1月1日时的人口数量为1085人。